# هنري نيكولاس
هنري نيكولاس (بالإنجليزية: Henry Nicholas)‏ هو رائد أعمال أمريكي، ولد في 1959 في سينسيناتي في الولايات المتحدة.

## وصلات خارجية
- هنري نيكولاس على موقع إن إن دي بي (الإنجليزية)